# Matra Super 530
El Matra Super 530 es un misil aire-aire francés de corto a mediano alcance. La serie Super 530 es un tipo mejorado del misil R.530.
- Super 530F se lleva en el Dassault Mirage F1. Fue introducido en 1979.
- Super 530D se lleva en el Dassault-Breguet Mirage 2000. Fue introducido en 1988.

El Super 530F y el Super 530D comparten las mismas características aerodinámicas generales y diseño interno con alas cruciformes de baja relación de aspecto, controles cruciformes de popa y ojiva de fragmentación explosiva de 30 kg de altura. Sin embargo, el 530D tiene un cuerpo de acero inoxidable alargado. Esto le permite acomodar un motor propulsor sólido de doble empuje más potente y un nuevo conjunto buscador. El nuevo buscador incluye filtrado Doppler para mejorar el rendimiento a baja altitud y microprocesamiento digital para permitir que el buscador sea reprogramado contra nuevas amenazas. 
El 530D tiene una altitud máxima de intercepción reclamada de 24,400 m (80,100 pies), con una capacidad de snap-up de 12,200 m (40,000 pies) y una capacidad de snap-down a objetivos a 60 m (200 pies). El misil tiene un alcance de 40 km y una velocidad máxima de menos de Mach 5. 
El Super 530 está siendo reemplazado por el misil MICA.

## Diseño y desarrollo
El diseño del Súper 530 comenzó en 1968. En 1970, el contrato de desarrollo del Súper 530 para el Mirage F1 fue publicado en 1971 y se desarrolló en 1971, seguido de ensayos en banco de pruebas el mismo año y pruebas de vuelo. El investigador semiactivo AD26 de Dassault Electronique (ahora Thales) en 1972. El primer disparo de un misil controlado tuvo lugar en 1973 y los dos primeros disparos totalmente guiados tuvieron lugar en 1974. El primer disparo de un Mirage F1 se realizó en 1976 y terminó las pruebas. El contrato de producción se firmó a finales de 1977. El Súper 530 Fícios en el servicio con la Fuerza Aérea francesa en 1980 y el primer disparo de un Mirage-2000 tuvo lugar en 1981. El Super 530 F podría instalarse en diferentes plataformas como Mirage F1C y Mirage 2000 equipadas con un radar Doppler multimodo.
El tercer misil de la familia, el Super 530 D (Doppler D), fue desarrollado para permitir la intercepción de aeronaves de bajo vuelo y estaba equipado con un cabezal homo guiado por radar en pulso Doppler continuo. (Doppler de onda continua (CW)). El desarrollo de Super 530 D se inició en 1979 para satisfacer la demanda de la Fuerza Aérea francesa para equipar el Mirage 2000 RDI (pulso de radar Doppler en la banda X), que costó 1,3 millones de francos franceses. El incendio guiado por radar Super 530 D se disparó en 1984 y el sistema estuvo completamente operativo en 1987. Se construye alrededor de mil, incluyendo 590 para Francia. Francia realizó el último disparo de este misil desde un Mirage 2000C el 1 de marzo de 2012.

## Descripción
Aunque a menudo se presenta como un desarrollo del R.530, el Super 530F tiene poca semejanza con su predecesor. Tiene un radio ojival de cerámica que aloja la antena del sensor de búsqueda AD26 y el sistema de guía. Detrás de esto está la espoleta, la cabeza de combate, el módulo de seguridad y armado y el motor cohete. Agrupados alrededor del motor están los giroscopios, la batería, el generador eléctrico y los cilindros de las superficies de control. El misil está equipado con alas de panal de abeja de acero en forma cruciforme, lo que permite levantar y suavizar el flujo de aire para controlar las superficies. El Super 530 F mide 3.54 m de largo con un diámetro de 263 mm y un tramo de 0.88 m. Su masa de lanzamiento es de 245 kg. Está equipado con una cabeza de alto explosivo con efectos de fragmentación de 30 kg, que le otorga una zona letal de unos 20 m. Está guiado por una cabeza de búsqueda semiactiva AD26. El misil es dirigido por la onda de radar emitida por el avión lanzador que se refleja en su objetivo. La propulsión se realiza mediante un motor de combustible sólido fabricado por SNPE, que acelera el misil hasta una velocidad del orden de Mach 4.5. El Super 530 F se describe con un alcance máximo de 25 km, una altitud de intercepción de 23,000 m y una capacidad de ascenso de 9,000 m.
El Super 530 D posee las mismas propiedades aerodinámicas generales y el mismo diseño interno que su predecesor, el Super 530 F, con su amperaje cruciforme en la parte posterior. Sin embargo, su cuerpo de acero inoxidable es más largo para acomodar un nuevo radio y una nueva cabeza buscadora. También tiene un motor más potente. El Super 530 D tiene una longitud de 3.8 m con un diámetro de 263 mm y una envergadura de 0.62 m; Su peso de lanzamiento es de 270 kg y tiene la misma cabeza de combate que el Súper 530 F. Está guiado por un cabezal de búsqueda  por radar Doppler sei-activa AD26 equipado con capacidad de contramedidas electrónicas (ECCM) y contra aviones más capaces a bajas alturas . El potencial de funcionamiento del buscador se limitó a 25 horas de uso durante la patrulla, sin embargo, no fue planeado originalmente, sino que se incrementó a 200 horas de pruebas. La unidad de guía del Súper 530 D también está equipada con microprocesadores digitales, que pueden reprogramarse frente a nuevas amenazas. El Super 530 D tiene una altitud máxima de intercepción de 24,400 m. Su capacidad de ascenso es de 12.200 m y puede interceptar un objetivo a una altitud mínima de 60 m. La velocidad máxima del misil está cerca de Mach 5 y su rango de acción es de 40 km. Combinado con el radar Cyrano IV, puede alcanzar un objetivo hostil que vuela a Mach 3 a 18,300 metros con una caída vertical de más de 3,050 metros en comparación con el intercepto r.

## Operadores

### Operadores actuales
- Egipto
- India
- Grecia

### Antiguos operadores
- Francia
- Jordania
- Catar
- Kuwait
- Perú (530 F)

- Irak: operó el Super 530F en los Mirage F-1EQ durante la guerra entre Irán e Irak. Ya no está activo.
- España: 40 misiles Super 530F se vendieron de segunda mano junto con 12 Mirage F-1EDA/DDA a Catar. Fuera de servicio
- Brasil: 30 a 40 misiles en los Mirage-2000C/D. Fuera de servicio.

## Historial de combate

### Irak
La Fuerza Aérea de Irak sería la encargada de hacer un debut en combate al misil Super 530F. Desplegado desde sus flamantes Mirage F-1EQ, el Super 530F empezó a entrar en acción contra la Fuerza Aérea de Irán a partir de 1981 en la guerra Irán-Irak hasta 1988. Los iraquíes adoptaron el Super 530F como su arma favorita para el combate aire-aire, realizando exitosos disparos desde más allá del alcance visual contra las cazas iraníes. Irak se convertiría en el primer usuario de este binomio cuando a fines de 1987 recibió sus primeros Mirage F-1EQ-6 capaces de emplear el Super 530D. También recibieron nuevos pods de guerra electrónica. Es para destacar el hecho de que los iraníes contaban con numerosos cazas muy avanzados para su época, como el F-4 Phantom y nada menos que el F-14 Tomcat. Precisamente, los éxitos del Super 530F en contra de este último, se convirtieron en los mejores tiempos de la carrera de este misil. Entre 1981 y 1988, el Mirage F-1 se armó con Matra Súper 530D. Destacaron entre algunos derribos el de seis F-4E Phantom, un F-5E, un C-130 Hércules y tres F-14A Tomcat.
El primer derribo (y en gran parte desconocido hasta ahora) ocurrió el 14 de septiembre de 1983 cuando dos aviones de combate F-100F Super Sabre de 182 Filo "Atmaca" violaron el espacio aéreo iraquí. En respuesta, un Mirage F-1EQ de la Fuerza Aérea Iraquí disparó un misil Super 530F-1 y el avión de combate turco (s/n 56-3903) se estrelló en el valle de Zaho, cerca de la frontera turco-iraquí. Según los informes, los pilotos del avión sobrevivieron al accidente y regresaron a Turquía. El incidente, sin embargo, se mantuvo casi en secreto, aunque algunos detalles surgieron durante los años.
El uso documentado del Matra Super 530F/D en la guerra Irán-Irak por los Mirage F-1EQ iraquíes:
- En febrero de 1988, uno de los nuevos Mirage F-1EQ-6 iraquíes interceptó un F-14A Tomcat iraní y le disparó un Super 530D que lo dejó dañado. Para rematarlo, el F-1 le disparó un misil Magic II de corto alcance con lo que a la tripulación del F-14 no le quedó otra opción que eyectarse.[4]
- El 19 de julio de 1988, cuatro Mirage F-1EQ-6 iraquíes interceptaron dos F-14A iraníes cuyos radares intentaban adquirirlos para dispararles sus misiles AIM-7 Sparrow. Entonces, las barquillas de interferencia bloquearon la adquisición de los radares de los Tomcat y acto seguido, los F-1 dispararon sus Super 530D derribando ambos cazas iraníes.[4]
- En otra oportunidad, un RF-4E Phantom iraní se hallaba fotografiando el territorio de Irak volando a Mach 1,2 cuando fue interceptado por dos MIG-25PD "Foxbat" y ocho Mirage F-1. Ambos MIG-25 dispararon sus misiles R-40 desde gran distancia, pero fallaron, mientras que los ocho Mirage F-1 aceleraron y desde menor distancia dispararon ocho misiles Super 530D consiguiendo un solo impacto directo que a cabo con el Phantom.[4]

## Especificaciones
- Tipo: D
- Longitud: 3,80 metros.
- Diámetro del cuerpo: 263 mm
- Envergadura de ala: 0,62 metros
- Peso de lanzamiento: 275 kg.
- Ojiva: 30 kg HE-FRAG
- Espoleta: radar activa.
- Guiado: radar semiactivo.
- Propulsión: Propulsor sólido.
- Alcance: 25 a 37 km.

### Misiles antecesores
- Matra R.530

### Misiles Similares
- AIM-7 Sparrow
- AIM-120 AMRAAM
- Vympel R-23
- Vympel R-27
- Selenia Aspide
- Skyflash